# Nobel (série télévisée)
Pour les articles homonymes, voir Nobel.
Nobel (en norvégien : Nobel – fred for enhver pris) est une série dramatique norvégienne en huit parties diffusée sur NRK en 2016 . Il a été réalisé par Per-Olav Sørensen et produit par Monster Entertainment .  La série parle d'un soldat des Forsvarets spesialkommando (FSK) une unité des forces armées norvégiennes qui est sur le chemin du retour en Norvège après un long séjour en Afghanistan. Chez lui en Norvège, il est vite rattrapé par le passé. Il apprend qu'une connaissance afghane est à Oslo et qu'une femme est en danger de mort. Le rôle principal est joué par Aksel Hennie .

## Synopsis
En Afghanistan, les soldats des forces spéciales norvégiennes assurent quotidiennement la sécurité des civils. À Oslo, le "sniper" Erling Reeser a retrouvé sa famille et est de nouveau sur la bonne voie. Cependant, sa mission n'est pas terminée...

## Distribution
- Aksel Hennie : Erling Riiser, Lieutenant
- Tuva Novotny : Johanne Riiser
- Anders Danielsen Lie : Jon Petter Hals, Lieutenant
- Dennis Storhøi : Jørund Ekeberg ,Brigadier
- Christian Rubeck : Johan Ruud, Ministre des Affaires étrangères
- Danica Curcic : Adella Hanefi, Lieutenant
- Mads Sjøgård Pettersen : Håvard Bakkeli, Lieutenant
- Odd-Magnus Williamson : Hans Ivar Johanssen
- Hallvard Holmen : Rolf Innherad
- Kyrre Hellum : Jan Burås, Major
- Mattis Herman Nyquist : Hektor Stolt-Hansen
- Eirik Evjen : Sigurd Sønsteby ,Sergent
- Runar Holmstroem : Magne Sørås
- Irasj Asanti : Daniel Richardsen, Sergent
- Atheer Adel : Sharif Zamani
- Amund Wiegand Blakstvedt : Rikard Riiser
- André Jerman : Kristoffer Abel
- Mohammad-Ali Behboudi : Ahmed, Le mollah
- Rolf Kristian Larsen : Sven Rasch
- Ellen Horn : Nora Backer
- Ayesha Wolasmal : Wasima Zamani
- Ingrid Jørgensen Dragland : Kjersti Mo, Ministre de la Défense
- Ramin Yazdani : Heydar Zamani
- Heidi Toini : Charlotte Heiberg
- Samuel Fröler : Gunnar Riiser
- John Hutton : Randall Harriman, Secrétaire américain à la Défense
- Naoufal Yassir : Yunes Zamani
- Marit Synnøve Berg : Trine Sønsteby
- Ching Pang Yu : An Chan
- Thomas Moon : Lěi Teo, Ministre chinois de l'Énergie

## Prix
La série a remporté la Rose D'Or en 2017 en tant que meilleure série dramatique, le prix international de la télévision Prix Europa pour 2016 dans la catégorie du meilleur téléfilm / mini-série européen  et a également été nommé pour le Prix Italia pour 2016 dans la catégorie de meilleure série télévisée. L'acteur principal Aksel Hennie a remporté le Golden Nymph Award à Monte Carlo du meilleur acteur masculin en 2017. La série a été nommée pour dix prix avant Gullruten 2017 et a remporté trois prix professionnels : meilleure photographie - drame (Ulf Brantås), meilleur graphisme / VFX (Lars Erik Hansen et Torgeir Sanders) et meilleur costume/maquillage (Nina E. Johansen et Oddfrid Ropstad).